# Moondog
Louis Thomas Hardin, dog bedre kendt under sit kunstnernavn Moondog (født 26. maj 1916, død 8. september 1999) var en amerikansk komponist, musiker, teoretiker, digter og opfinder af flere musikinstrumenter. Han blev blind i en alder af 16 år.
Hardin boede i New York City fra slutningen af 1940'erne til 1972, og i løbet af denne tid kunne han ofte findes på 6th Avenue, mellem 52 og 55 Streets, iført en kappe og en hornet hjelm, nogle gange optrædende eller sælgende musik, men stod ofte bare stille på fortovet. Han blev bredt kendt som "the Viking of 6th Avenue" af tusinder af forbipasserende og beboere, der ikke var klar over hans musikalske karriere.